# Meßnerin
Die Meßnerin ist ein 1835 m ü. A. hoher Berg im Hochschwabgebiet in der Steiermark. Mit ihrer Höhe von 1835 m ü. A. bildet sie gemeinsam mit der westlich gelegenen Pribitz (1579 m ü. A.) den nördlichen Talabschluss des Lamingtals über Tragöß.

## Lage und Umgebung
Die Meßnerin ist von der Hochschwabhochfläche (Häuselalm, 1526 m ü. A.) im Norden durch den Scheidecksattel (1215 m ü. A.) deutlich getrennt und fällt im Nordosten mit einer steilen Schrofen- und Latschenflanke in das Josertal ab. Nach Westen bricht sie mit einer 700 m hohen Wand in die Klamm ab, die den tiefsten Einschnitt zur benachbarten Pribitz darstellt. Der schon von Tragöß gut sichtbare Westgrat zeigt ein markantes Felsenfenster, das Meßnerinloch.
Der Gipfelbereich der Meßnerin wird durch einen in West-Ost-Richtung verlaufenden Grat gebildet, der sich östlich des Gipfels noch rund 2,5 km fortsetzt. Aus diesem ragt ein Schaftrempel genannter Felsturm als 1709 m ü. A. hoher „Nebengipfel“ der Meßnerin auf. In seinem weiteren Verlauf wandelt der anfangs felsige Grat sich zu einer Abfolge kleiner Almen und Kuppen, ehe er sich im Bereich der sogenannten Pillsteiner Höhe (ca. 1580 m ü. A., nördlich oberhalb der Pillsteiner Alm) in mehrere Rücken teilt.

### Etymologie
Vermutlich leitet sich der Name des Berges von einem Hof- oder Besitzernamen „Meßner“ ab. Er dürfte zuerst eine Alm bezeichnet und sich dann auf den Berg insgesamt übertragen haben. Daraus erklärt sich auch die weibliche Endung des Namens, denn die verkürzende Übertragung des weiblichen Genus von „Alm“ auf den Besitzernamen (die Meßner-Alm → die Meßnerin) kann auch an anderen Beispielen aus der Gegend (Riegerin, Kräuterin, stärker verballhornt auch beim Trenchtling und der Alm Jassing) beobachtet werden. Schaftrempel verweist ursprünglich ebenfalls nicht auf den Gipfel, sondern auf eine Flur, denn das Wort „Trempel“ bedeutet „Viehunterstand“.

## Routen zum Gipfel
Der bekannteste und einzige markierte Weg auf die Meßnerin führt von Tragöß aus über die Süd(west)flanke auf den Gipfel. Aus dem Haringgraben und über die Pillsteiner Alm von Osten her kann der Gipfel unschwierig, aber mühsam und zuletzt weglos durch die steile Südwand erreicht werden. Vom Scheidecksattel im Norden führt ein nicht markierter Jagdsteig über den eng mit der Meßnerin verbundenen Sperberkogel (1580 m ü. A.) auf den Gipfel. Ein weiterer unmarkierter Steig führt aus dem östlichen Josertal über den Rabenstein (1483 m ü. A.) zur Pillsteiner Höhe.
Über den Westgrat und durch die Westwand führen mehrere lange Kletterrouten.
Dem brüchigen Nordwestgrat vorgelagert steht der pfeilerartige Turm der Berglandspitze, die durch einige selbständige Kletterrouten in den Rang eines eigenständigen Gipfels gehoben wurde.

Ansichten
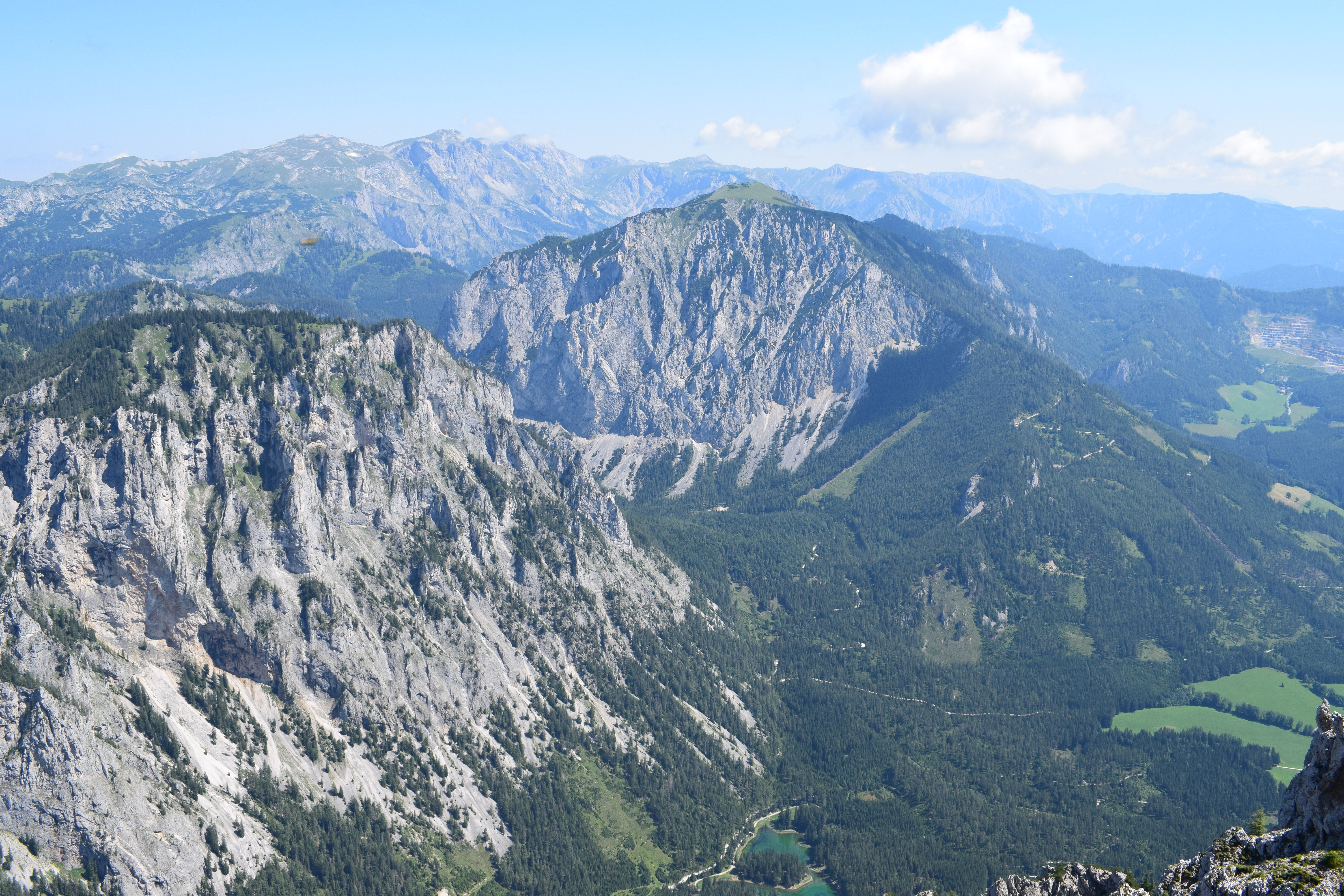
Blick vom Trenchtling nach Nordosten auf Pribitz (links) und Meßnerin (mittig), am unteren Bildrand der Grüne See
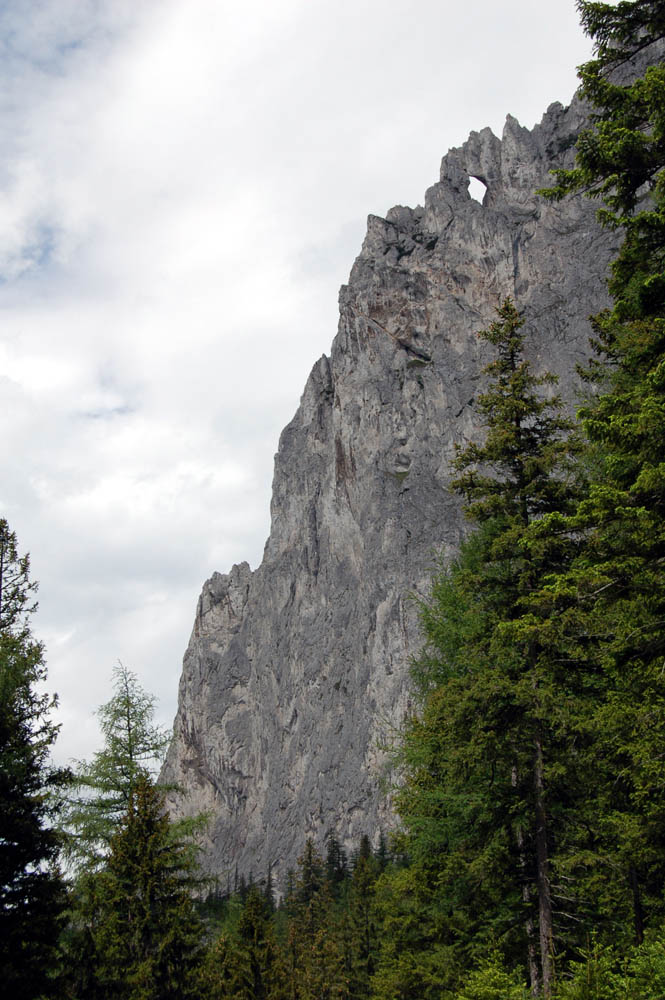
Westgrat der Meßnerin mit Felsenfenster
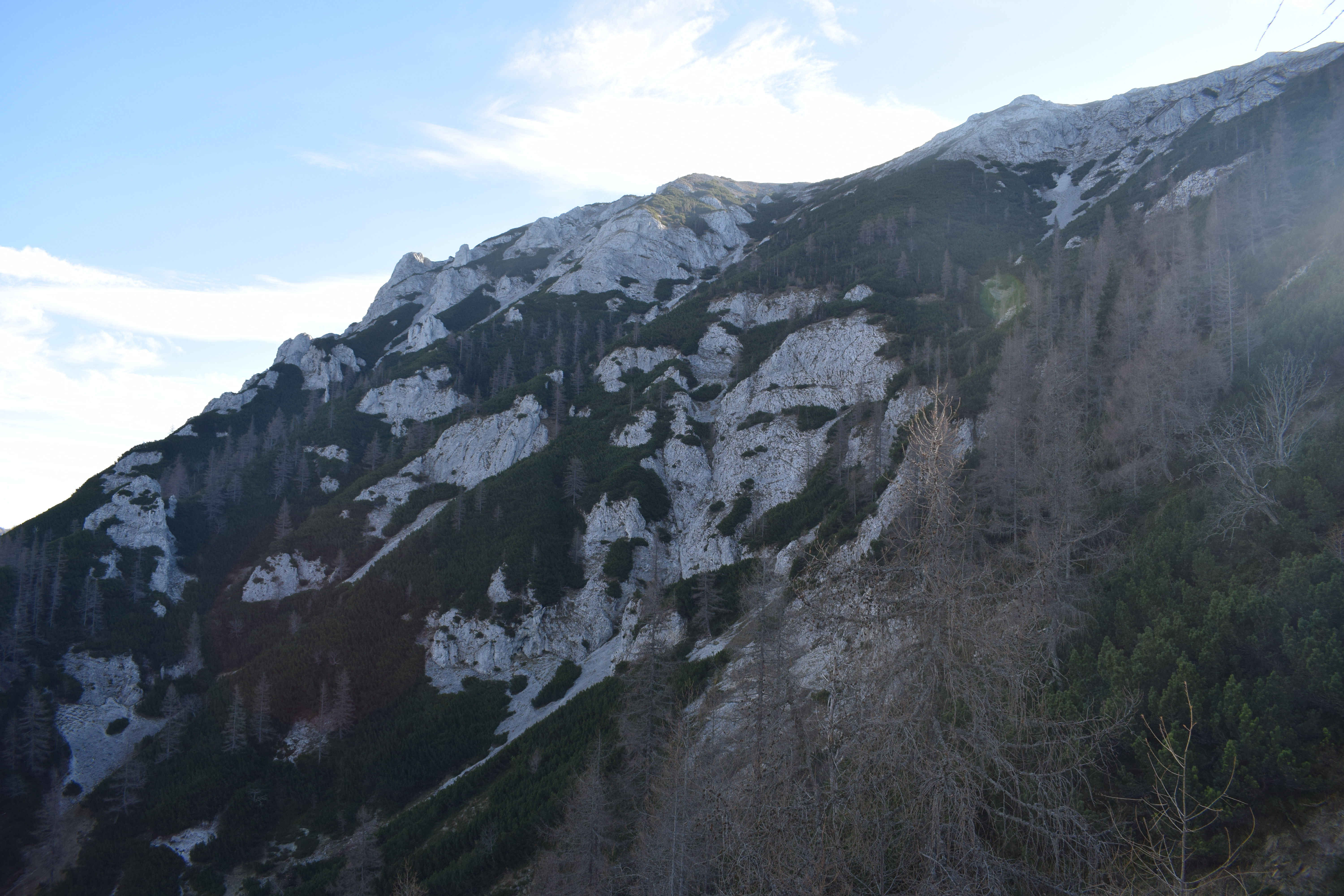
Nordwand der Meßnerin
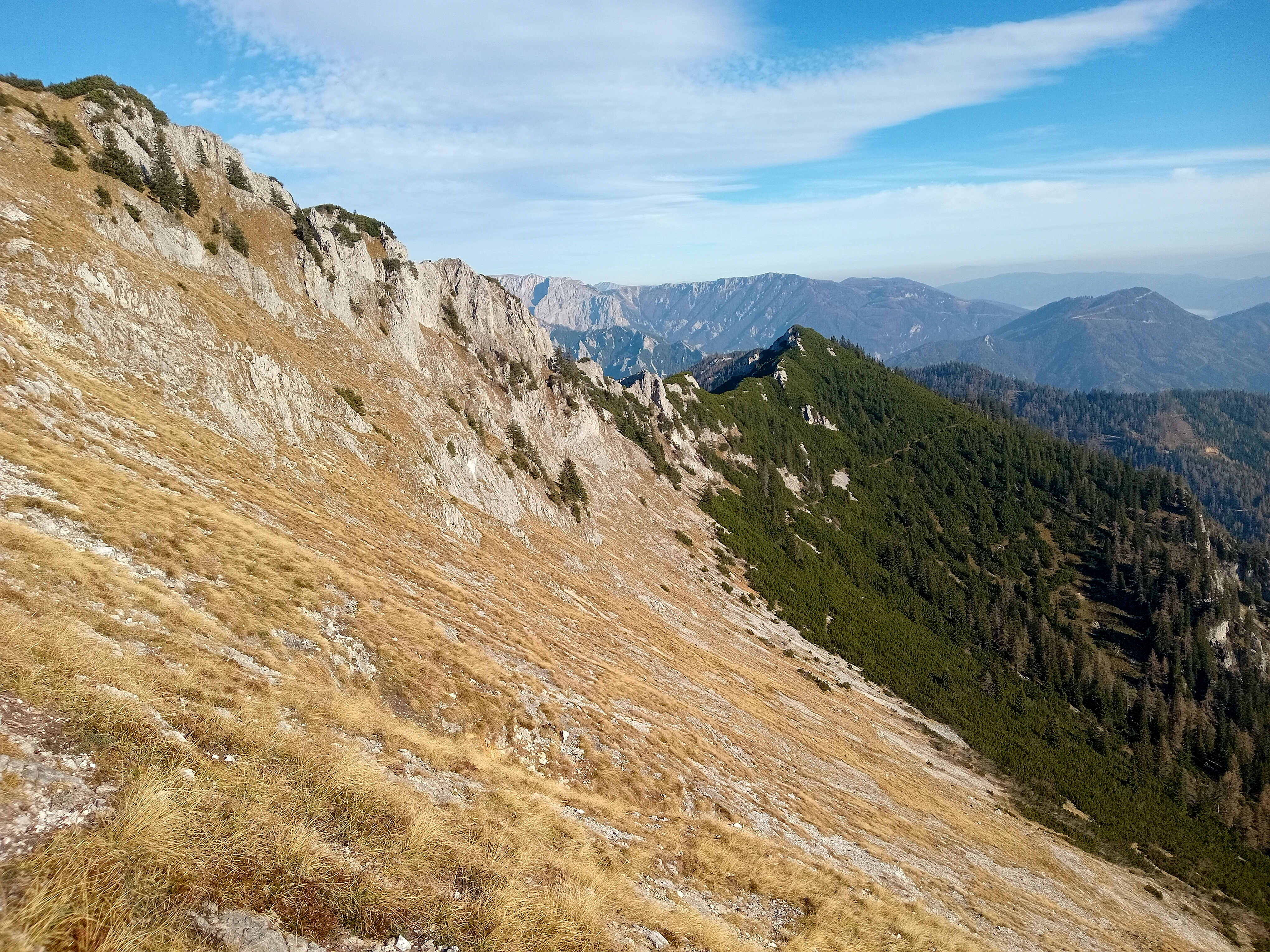
Blick von südlich unterhalb des Meßnerin Gipfels nach Osten auf den Grat zum Schaftrempel
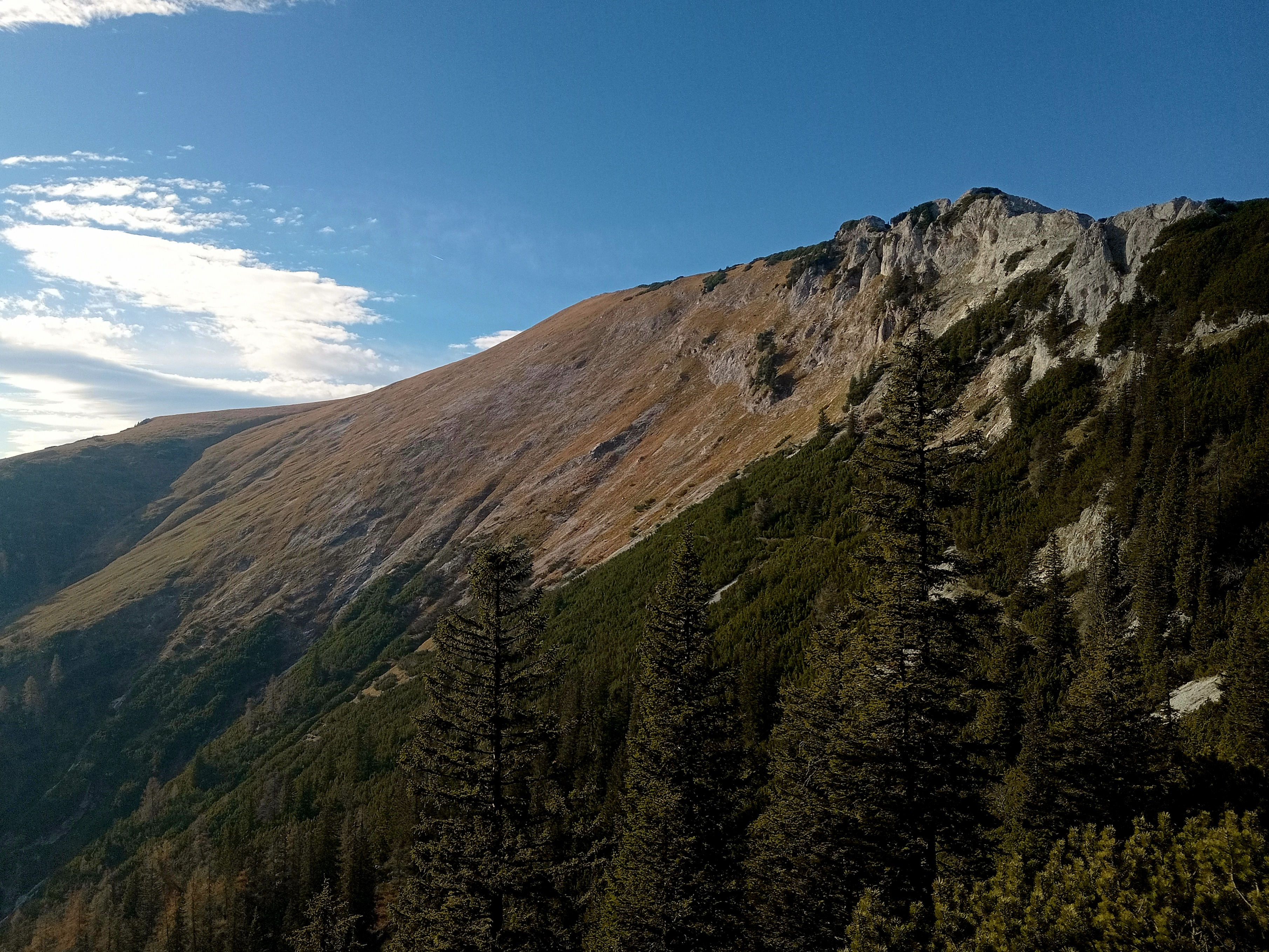
Südseite des Gipfelbereichs, Blick von Osten.
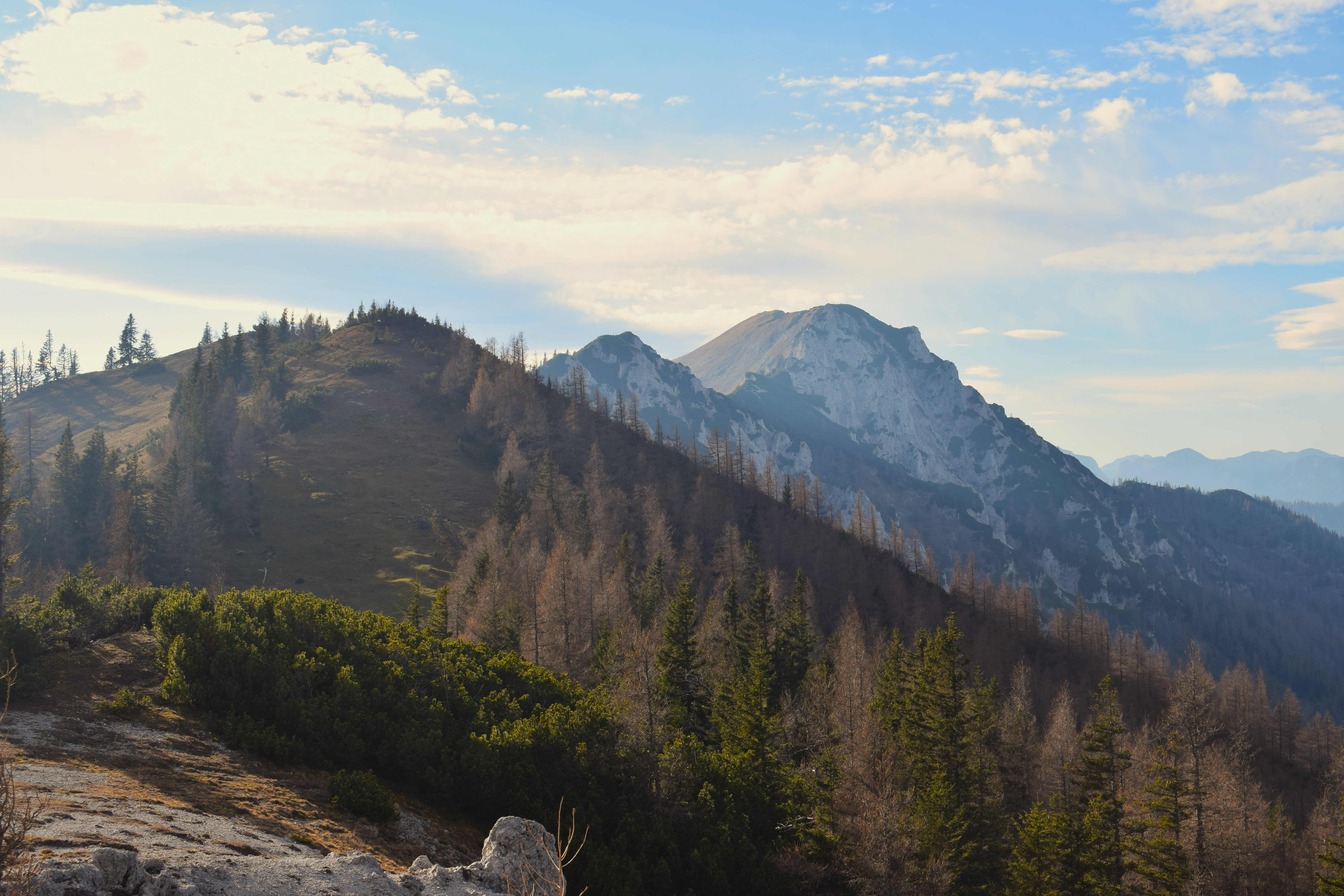
Blick von der Pillsteiner Höhe nach Westen. V. l. n. r. namenlose Kuppe, Schaftrempel, Meßnerin-Gipfel